# Campeonato Mundial de Patinaje Artístico sobre Hielo de 1980
El LXX Campeonato Mundial de Patinaje Artístico se realizó en Dortmund (RFA) entre el 11 y el 15 de marzo de 1980 bajo la organización de la Unión Internacional de Patinaje sobre Hielo (ISU) y la Unión Alemana de Patinaje sobre Hielo. 

## Resultados

### Masculino
| Puesto | Nombre          | País                          | Puntos |
| ------ | --------------- | ----------------------------- | ------ |
| Oro    | Jan Hoffmann    | República Democrática Alemana | 11     |
| Plata  | Robin Cousins   | Reino Unido                   | 17     |
| Bronce | Charles Tickner | Estados Unidos                | 30     |

### Femenino
| Puesto | Nombre          | País                          | Puntos |
| ------ | --------------- | ----------------------------- | ------ |
| Oro    | Anett Pötzsch   | República Democrática Alemana | 12     |
| Plata  | Dagmar Lurz     | Alemania Occidental           | 22     |
| Bronce | Linda Fratianne | Estados Unidos                | 23     |

### Parejas
| Puesto | Nombre                               | País                          | Puntos |
| ------ | ------------------------------------ | ----------------------------- | ------ |
| Oro    | Marina Cherkosova / Sergei Shakhrai  | Unión Soviética               | 10     |
| Plata  | Manuela Mager / Uwe Bewersdorff      | República Democrática Alemana | 20     |
| Bronce | Marina Pestova / Stanislav Leonovich | Unión Soviética               | 25     |

### Danza en hielo
| Puesto | Nombre                                | País            | Puntos |
| ------ | ------------------------------------- | --------------- | ------ |
| Oro    | Krisztina Regöczy / András Sallay     | Hungría         | 13     |
| Plata  | Natalya Linichuk / Gennadi Karponosov | Unión Soviética | 18     |
| Bronce | Irina Moiseyeva / Andrei Minenkov     | Unión Soviética | 24     |

## Medallero
| Núm. | País                          | Oro | Plata | Bronce | Total |
| ---- | ----------------------------- | --- | ----- | ------ | ----- |
| 1    | República Democrática Alemana | 2   | 1     | 0      | 3     |
| 2    | Unión Soviética               | 1   | 1     | 2      | 4     |
| 3    | Hungría                       | 1   | 0     | 0      | 1     |
| 4    | Alemania Occidental           | 0   | 1     | 0      | 1     |
| 4    | Reino Unido                   | 0   | 1     | 0      | 1     |
| 6    | Estados Unidos                | 0   | 0     | 2      | 2     |
|      | TOTAL                         | 4   | 4     | 4      | 12    |

| Predecesor: Austria 1979 | Campeonato Mundial de Patinaje Artístico sobre Hielo 1980 | Sucesor: Estados Unidos 1981 |

- Datos: Q573594
- Multimedia: 1980 World Figure Skating Championships / Q573594